# Lyssomanes belgranoi
Lyssomanes belgranoi är en spindelart som beskrevs av Galiano 1984. Lyssomanes belgranoi ingår i släktet Lyssomanes och familjen hoppspindlar. Inga underarter finns listade i Catalogue of Life.